# Descurainia paradisa
Descurainia paradisa är en korsblommig växtart som först beskrevs av Aven Nelson och Kenn., och fick sitt nu gällande namn av Otto Eugen Schulz. Descurainia paradisa ingår i släktet stillfrön, och familjen korsblommiga växter. Inga underarter finns listade i Catalogue of Life.